# 2004년 인도양 지진해일이 미얀마에 끼친 영향
미얀마 정부는 2004년 12월 26일 발생한 2004년 인도양 지진해일로 총 90명이 사망했다고 발표했다. 하지만 일부 단체의 추산에 따르면 사망자수가 400-600명 사이라고 추산한다. 미얀마 시민 30,000명이 대피소, 식량, 식수가 필요하며 건물 788채가 파손되거나 붕괴되었다.
한 비정부기구는 지진 발생 당시 태국 팡응아주에 거주하던 미얀마 시민 2,500명이 사망했다고 추정했으며, 7,000명이 여전히 실종 상태라고 추정했다. 하지만 실종자 중 대부분은 나중에 생존 상태로 발견되었다. 많은 난민들이 거주지가 파괴되고 나서 태국 내륙으로 피신했거나 태국 정부에게 추방당했거나 미얀마와 태국을 나루는 산악지대로 쫓겨났다.
미얀마의 인명 및 재산 피해는 공식 수치보다 더 높을 것으로 추정되지만 미얀마 연안의 수많은 섬과 바위 암초와 해안선 모양, 해안선의 위치 등 다양한 원인으로 쓰나미의 힘이 약해져 인명 피해는 이웃 국가 태국보다 더 적다. 또한 미얀마에 집권하는 국가평화발전평의회라는 이름의 군부가 국제적으로 비난받고 있어 관광업이 제대로 구축되지 못한 점도 인명 피해가 낮은 데 또 다른 요인이 되었다.
양곤에 본부를 둔 유엔 관계자는 "주변국의 경험에서 나온 추측이 현실과 크게 괴리된 위험한 결과를 낳았다"고 말했다. 또한 콜린 파월 미국의 국무장관도 위성 사진을 통해 이러한 평가를 확인했다.
미얀마는 해외 언론인의 입국을 허가하지 않으며, 오직 국영 언론 신문사를 통해서만 정보를 배포하는 등 강력한 검열제도를 유지하고 있으며 일부 신문사는 쓰나미 발생 사실을 인정하지도 않았다. 미얀마 정부는 스스로 사태를 해결할 수 있다며 해외 원조도 거부했다. 이런 정책으로 미얀마의 쓰나미 피해 확인이 더 어려워졌다.